# Videogiochi per Game Boy
La seguente lista elenca i videogiochi del Nintendo Game Boy. Alcuni giochi sono progettati per giocare uno contro uno.

## 0 - 9
- 3 Choume no Tama - Tama and Friends: 3 Choume Obake Panic!! (B-Ai, 1992) - solo in Giappone
- 4 in 1 Funpak (Interplay / Imagineer / Beam Software, 1992)
- 4 in 1 Funpak: Vol. II (Interplay / Beam Software, 1993)

## A
- The Addams Family (Ocean Software, 1992)
- The Addams Family: Pugsley's Scavenger Hunt (Ocean Software, 1992)
- Adventures of Lolo (Nintendo / HAL Laboratory, 1995)
- The Adventures of Pinocchio (Bit Managers, 1993)
- The Adventures of Rocky and Bullwinkle (THQ / Imagineering, 1992)
- The Adventures of Star Saver (Taito / A Wave, 1992) - alias Rubble Saver
- Aerostar (Vic Tokai, 1991)
- After Burst (NCS / Masaya, 1990) - solo in Giappone
- Aguri Suzuki: F-1 Super Driving (LOZC / G.Amusements, 1993) - solo in Giappone
- Aa Harimanada (Ask Kodansha, 1993) - solo in Giappone
- Akazukin Chacha (Tomy, 1995) - solo in Giappone
- Akumajou Dracula: Shikkokutaru Zensoukyoku (Konami / KCEN, 1997) - alias Castlevania Legends
- Akumajou Special: Boku Dracula Kun (Konami, 1993) - alias Kid Dracula
- Aladdin (Virgin Interactive / NMS Software, 1994)
- Alfred Chicken (Mindscape / Sunsoft / Twilight, 1993)
- Alien³ (LJN / B.I.T.S., 1992)
- Alien Olympics: 2044AD (Ocean Software / Dark Technologies, 199X)
- Alien vs Predator: The Last of His Clan (Activision / Ask Kodansha, 1993)
- Alleyway (Nintendo 1989)
- Altered Space: A 3-D Alien Adventure (Sony Imagesoft / Software Creations, 1991)
- Amazing Penguin (Natsume, 1990) - alias Osawagase Penguin Boy
- The Amazing Spider-Man (LJN / Rare, 1990)
- The Amazing Spider-Man 2 (LJN / B.I.T.S., 1992)
- The Amazing Spider-Man 3: Invasion of the Spider-Slayers (LJN / B.I.T.S., 1993)
- Amazing Tater (Atlus, 1991) - alias Puzzle Boy II
- America Oudan Ultra Quiz (Tomy, 199X) - solo in Giappone
- America Oudan Ultra Quiz Part 2 (Tomy, 199X) - solo in Giappone
- America Oudan Ultra Quiz Part 3 (Tomy, 199X) - solo in Giappone
- America Oudan Ultra Quiz Part 4 (Tomy, 199X) - solo in Giappone
- Amida (Coconuts Japan / Sofix, 1990) - solo in Giappone
- Animal Breeder (J-Wing, 199X) - solo in Giappone
- Animal Breeder 2 (J-Wing, 199X) - solo in Giappone
- Animaniacs (Konami / Factor 5, 1995)
- Another Bible (Atlus, 1995) - solo in Giappone
- Aoki Densetsu Shoot (Banpresto, 1995) - solo in Giappone
- Aretha (Yanoman / Japan Art Media, 1990) - solo in Giappone
- Aretha II (Yanoman / Japan Art Media, 1991) - solo in Giappone
- Aretha III (Yanoman / Japan Art Media, 1992) - solo in Giappone
- Asmikkun World 2 (Asmik Ace, 1991) - solo in Giappone
- Astérix (Infogrames, 1993)
- Asteroids (Accolade / The Code Monkeys, 1991)
- Asteroids & Missile Command (Nintendo / Accolade / The Code Monkeys, 1995)
- Astro Rabby (IGS, 1990) - solo in Giappone
- Atomic Punk (Hudson Soft, 1991) - alias Bomber Boy, Dynablaster
- Attack of the Killer Tomatoes (THQ / Altron / Equilibrium, 1991)
- Avenging Spirit (Jaleco, 1992 - alias Phantasm
- Ayakashi no Shiro (SETA, 1990) - solo in Giappone

## B
- Baby T-Rex
- Bakenou TV '94 (Asmik Ace, 1994) - solo in Giappone
- Bakenou V3 (Asmik Ace, 1993) - solo in Giappone
- Balloon Kid (Nintendo, 1990)
- Bamse (Laser Beam / Beam, 1993) - Sweden only
- Banishing Racer (Jaleco, 1991) - solo in Giappone
- Barbie: Game Girl (Hi Tech Expressions / Imagineering, 1992)
- Baseball (Nintendo, 1989)
- Baseball Kids (Jaleco, 1990) - alias Bases Loaded GB
- Bases Loaded GB (Jaleco, 1990) - alias Baseball Kids
- Batman: Return of the Joker (Sunsoft, 1992)
- Batman: The Animated Series (Konami, 1993)
- Batman (Sunsoft, 1990)
- Batman Forever (Acclaim / Probe Entertainment, 1995)
- Battle Arena Toshinden (Nintendo / Laguna / Takara, 1996) - alias Nettou Toshinden
- Battle Bull (Seta 1990)
- Battle Crusher (Banpresto, 1995) - solo in Giappone
- Battle Dodge Ball (Banpresto, 1992) - solo in Giappone
- Battle of Kingdom (Meldac / Live Planning / Lenar, 1991) - alias ???
- The Battle of Olympus (Imagineer / Radical Entertainment, 1993)
- Battle Pingpong (Quest, 1990) - solo in Giappone
- Battle Space (Namco / Sofel, 1992) - solo in Giappone
- Battle Unit Zeoth (Jaleco, 1990)
- Battle Zone & Super Breakout (Black Pearl / Solid Software, 1996)
- BattleCity (Nova / Namco, 1991) - solo in Giappone
- Battleship (Mindscape / Use Corporation, 1992) - alias Navy Blue
- Battletoads Double Dragon (Sony Electronic Publishing / Tradewest / Rare, 1993)
- Battletoads (Tradewest / Masaya / Rare, 1991)
- Battletoads in Ragnarok's World (Tradewest / Nintendo / Rare, 1993)
- BC Kid (Hudson Soft / Red, 1992) - alias Bonk's Adventure, GB Genjin
- BC Kid 2 (Hudson Soft / Red, 1994) - alias Bonk's Revenge, GB Genjin 2
- Beavis and Butt-Head (GT Interactive / Torus Games, 1998)
- Beethoven (Hi Tech Entertainment / Unexpected Development, 1994)
- Beetlejuice (LJN / Rare, 1991)
- Best of the Best: Championship Karate (Electro Brain / Loriciel, 1992) - alias The Kick Boxing
- Bikkuri Nekketsu Shin Kiroku: Dokodemo Kin Medal (Technos, 1993) - solo in Giappone
- Bill & Ted's Excellent Game Boy Adventure (LJN / Beam Software, 1990)
- Bill Elliot's NASCAR Fast Tracks (Konami / Distinctive Software, 19??)
- Bionic Battler (Toei Animation / Electro Brain / Use Corporation, 1992) - alias VS Battler
- Bionic Commando (Capcom, 1992)
- Bishoujo Senshi Sailor Moon (Angel, 1992) - solo in Giappone
- Bishoujo Senshi Sailor Moon R (Angel, 1994) - solo in Giappone
- The Black Bass: Lure Fishing (Hot-B, 1992)
- Blades of Steel (Konami, 1991) - alias Konamic Ice Hockey
- Blaster Master Boy (Sunsoft / Aicom, 1991) - alias Blaster Master Jr., Bomber King: Scenario 2
- Blaster Master Jr. (Sunsoft / Aicom, 1991) - alias Blaster Master Boy, Bomber King: Scenario 2
- Block Kuzushi GB (Planning Office Wada, 1995)
- Blodia (Tonkin House / Brøderbund, 1990) - solo in Giappone?
- The Blues Brothers (Titus Software, 1991)
- The Blues Brothers: Jukebox Adventure (Titus Software, 1994)
- Bo Jackson - Hit and Run (THQ / Equilibrium, 1990)
- Boggle Plus (Parker Brothers / Sculptured Software, 1992)
- Bokujou Monogatari GB (Pack In Soft / Victor Interactive Software, 1997) - alias Harvest Moon GB
- Bomb Jack (Infogrames / Tecmo, 1992)
- Bomber Boy (Hudson Soft, 1990) - alias Atomic Punk, Dynablaster
- Bomber King: Scenario 2 (Sunsoft / Aicom, 1991) - alias Blaster Master Boy, Blaster Master Jr.
- Bomberman GB (Japan) (Hudson Soft, 1994) - alias Wario Blast
- Bomberman GB (USA) (Hudson Soft, 1995) - alias Bomberman GB 2
- Bomberman GB 2 (Hudson Soft, 1995) - alias Bomberman GB (USA)
- Bomberman GB 3 (Hudson Soft, 1996)
- Bonk's Adventure (Hudson Soft / Red, 1992) - alias BC Kid, GB Genjin
- Bonk's Revenge (Hudson Soft / Red, 1994) - alias BC Kid 2, GB Genjin
- Booby Boys (Nihon Bussan, 1993)
- Boomer's Adventure in ASMIK World (Asmik Ace, 1990) - alias Teke! Teke! Asmikkun World
- Boulder Dash (First Star Software / Victor Musical Industries / Beam Software, 1990)
- Boxing (Tonkin House, 1990) - alias Heavyweight Championship Boxing
- Boxxle (FCI/Pony Canyon / Thinking Rabbit, 1989) - alias Soukoban
- Boxxle II (FCI/Pony Canyon / Thinking Rabbit, 1991) - alias Soukoban 2
- A Boy and His Blob in The Rescue of Princess Blobette (Imagineering / Absolute Entertainment, 1990) - alias Fushigina Blobby: Princess Blob wo Tsukue!
- Brain Drain (Bandai / Acclaim / Visual Impact, 1997)
- Brainbender (Electro Brain / Gremlin Graphics, 1991)
- Bram Stoker's Dracula (Sony Imagesoft / Psygnosis / Probe, 1992)
- Break Thru! (Zoo Corporation / Spectrum Holobyte / Realtime Associates, 1994)
- Bubble Bobble (Taito, 1990)
- Bubble Bobble Junior (Taito, 1993) - alias Bubble Bobble Part 2
- Bubble Bobble Part 2 (Taito Corporation, 1993) - alias Bubble Bobble Junior
- Bubble Ghost (FCI / Pony Canyon / Infogrames, 1990)
- Bubsy 2 (Accolade, 1994)
- Bugs Bunny (Kemco, 1990)
- The Bugs Bunny Crazy Castle II (Kemco, 1991)
- Bugs Bunny Collection (Kemco, 1997) - solo in Giappone
- Burai Fighter Deluxe (Taxan / Taito / KID, 1990)
- Burger Time Deluxe (Data East, 1991)
- Burning Paper (LOZC / G.Amusements, 1992) - solo in Giappone
- Bust-a-Move 2: Arcade Edition (Acclaim / Probe / Taito, 1997)
- Bust-a-Move 3 DX (Acclaim / Probe / Crawfish Interactive / Taito, 1998)
- Buster Brothers (Hudson Soft / Mitchell Corporation, 1993) - alias Pang

## C
- Ca Da (Yonezawa / S'Pal, 199X) - solo in Giappone
- Cadillac II (Hector, 1990) - alias Square Deal: The Game of Two Dimensional Poker
- Caesar's Palace (Arcadia Systems / Virgin Games / Coconuts Japan, 1990)
- Capcom Quiz: Hatena? no Daibouken (Capcom, 1990) - solo in Giappone
- Captain Tsubasa J: Zenkoku Seiha Heno Chousen (Bandai, 1995) - solo in Giappone
- Captain Tsubasa VS (Tecmo, 1992) - solo in Giappone
- Card Game (Coconuts Japan, 1990) - solo in Giappone
- Casino Funpak (Beam Software/Interplay, 1993)
- Casper (Natsume / Laguna / Bonsai Entertainment / Hi-Tech Expressions, 1995)
- Castelian (Triffix / Rollogame / B.I.T.S., 1990)
- Castle Quest (Hudson Soft / OPR, 1993)
- The Castlevania Adventure (Konami, 1989) - alias Dracula Densetsu
- Castlevania II: Belmont's Revenge (Konami, 1991) - alias Dracula Densetsu II
- Castlevania Legends (Konami / KCEN, 1997) - alias Akumajou Dracula: Shikkoku daru Zensoukyoku
- Catrap (Asmik Ace / Ask Kodansha, 1990) - alias Pitman
- Cavenoire (Konami, 1991) - solo in Giappone
- Centipede (Accolade/Majesco/The Code Monkeys, 1992)
- Chachamaru Panic (Human Entertainment, 1991) - solo in Giappone
- Chachamaru Boukenki 3: Abyss no Tou (Human Entertainment, 1991) - solo in Giappone
- Chalvo 55: Super Puzzle Action (Digipark/Japan System Supply, 1997) - solo in Giappone
- Championship Pool (Mindscape/Bitmasters, 1993)
- Chase H.Q. (Taito/B.I.T.S., 1990) - alias Taito Chase H.Q.
- The Chessmaster (Hi Tech Expressions/The Software Toolworks/Park Place Production Team, 1990)
- Chibi Maruko Chan: Maruko Deluxe Gekijou (Takara, 1995) - solo in Giappone
- Chibi Maruko Chan: Okuzukai Daisakusen (Takara, 1990) - solo in Giappone
- Chibi Maruko Chan 4: Korega Nihon Dayo Ouji Sama (Takara, 1992) - solo in Giappone
- Chiki Chiki Tengoku (Nacoty/J-Wing, 1995) - solo in Giappone
- Chiki Chiki Machine: Mou Race (Atlus, 1992) - solo in Giappone
- Choplifter II (Beam Software/Brøderbund/Victor Musical Industries, 1991)
- Choplifter III (Brøderbund/Ocean Software/Teeny Weeny Games, 1994)
- Chuck Rock (Sony Imagesoft/Core Design, 1993)
- Chuugaku Eijukugo 350 (Imagineer, 19XX) - solo in Giappone
- Chuugaku Eitango 1700 (Imagineer, 19XX) - solo in Giappone
- Cliffhanger (Sony Imagesoft, 1993)
- College Slam (Acclaim/Torus Games, 1996)
- Contra (Konami, 1991) - alias Operation C, Probotector
- Contra: The Alien Wars (Konami/Factor 5, 1994) - alias Contra Spirits, Probotector 2
- Cool Ball (Takara/Infogrames, 1993)
- Cool Spot (Virgin Interactive Entertainment/NMS Software, 1994)
- Cool World (Ocean Software, 1992)
- Cosmo Tank (Atlus/Asuka Technologies, 1990)
- Crayon Shin Chan: Ora no Gokigen Collection (Bandai, 1996) - solo in Giappone
- Crayon Shin Chan: Ora to Shiro ha Otomodachi Dayo (Bandai, 1993) - solo in Giappone
- Crayon Shin Chan 2: Ora to Wanpaku Gokko Dazo (Bandai, 1993) - solo in Giappone
- Crayon Shin Chan 3: Ora no Gokigen Athletic (Bandai, 1994) - solo in Giappone
- Crayon Shin Chan 4: Ora no Itazura Dai Henshin (Bandai, 1994) - solo in Giappone
- Crystal Quest (Data East/Novalogic, 1991)
- Cultmaster: Ultraman ni Miserarete (Bandai, 1993) - solo in Giappone
- Cutthroat Island (Acclaim/Software Creations, 1995)
- Cyraid (Epoch/Nexoft, 1990) - alias Warrior

## D
- Daedalian Opus (Vic Tokai, 1990)
- Daffy Duck Marvin Missions (Sunsoft, 1994)
- Darkman (Ocean Software, 1991)
- Darkwing Duck (Capcom, 1990)
- Days of Thunder (Mindscape / Argonaut Software, 1991)
- Dead Heat Scramble (Toei Animation / Electro Brain, 1990)
- Defender/Joust (Williams, 1995)
- Dennis the Menace (Ocean Software, 1993)
- Desert Strike (Ocean Software, 1994)
- Dexterity (SNK, 1990)
- Dick Tracy (Bandai, 1991)
- Dig Dug (Namco, 1992)
- Disney's Aladdin (Virgin Games, 1994)
- Disney's Hercules (THQ, 1997)
- Disney's The Hunchback of Notre Dame (THQ, 1996)
- Disney's The Jungle Book (Virgin Games, 1994)
- Disney's The Lion King (Virgin Games / Dark Technologies, 1994)
- Disney's The Little Mermaid (Capcom, 1992)
- Disney's Mulan (THQ, 1998)
- Disney's Pinocchio (Virgin Games / NMS Software, 1995)
- Disney's Pocohontas (THQ, 1996)
- Dodge Boy (Tonkin House, 1991) - solo in Giappone
- Donkey Kong 94 (Nintendo, 1994)
- Donkey Kong Land (Rare, 1995)
- Donkey Kong Land 2 (Rare, 1996)
- Donkey Kong Land III (Rare, 1997)
- Double Dragon (Technos, 1988)
- Double Dragon II (Technos, 1991)
- Double Dragon 3 (Acclaim, Technos, 1992)
- Double Dribble (Konami, 1991)
- Dr. Franken (Kemco / Movietime, 1992)
- Dr. Franken II (Movietime, 1993)
- Dr. Mario (Nintendo, 1990)
- Dracula Densetsu (Konami, 1989) - solo in Giappone
- Dracula Densetsu II (Konami, 1991) - solo in Giappone
- Dragonheart (Acclaim / Torus Games, 1996)
- Dragon's Lair: The Legend (CSG Imagesoft / Movietime, 1990)
- Dragon Slayer (Epoch, 1990) - solo in Giappone
- Dragon Slayer II (Epoch, 1992) - solo in Giappone
- Dropzone (Eurocom, 1992)
- Duck Tales (Capcom, 1990)
- DuckTales 2 (Capcom, 1993)
- Dungeonland (Enix, 1992) - solo in Giappone
- Dynablaster (Hudson Soft, 1990)

## E
- Earthworm Jim
- Elevator Action
- Elite Soccer
- Extra Bases

## F
- F1 Pole Position
- F1 Race
- F15 StrikeEagle
- F1 PolePosition
- F1 Spirits
- Faceball 2000
- Family Jockey
- Fastest Lap
- Felix the Cat
- Ferrari GP Challenge
- Fidgetts
- FIFA Soccer
- FIFA Soccer 96
- FIFA Soccer 97
- FIFA Soccer 98
- Fightbird GB
- Fighting Simulator 2-in-1
- Final Fantasy Adventure
- Final Fantasy Legend
- Final Fantasy Legend II
- Final Fantasy Legend III
- Final Reverse
- Fire Emblem
- Firefighter
- Fish Dude
- Fist of the North Star
- Flappy Special
- The Flash
- Flintstones: KingRock
- Flintstones the Movie
- Flip Pull
- Flying Dragon SD
- Flying Warriors
- Football International
- Foreman for Real
- Fortified Zone
- Fortified ZoneII
- Fortress of Fear
- Frank Thomas Baseball
- Funny Field

## G
- G-Arms
- Galaga/Galaxian
- Gameboy Wars
- Game of Harmony
- Game and Watch Gallery
- Game Boy Gallery
- Ganbare Goemon
- Garfield
- Gargoyle's Quest
- Gargoyle's Quest II
- Gauntlet II
- GB Basketball
- Gear Works
- George Foreman KO Boxing
- Getaway
- Ghostbusters II
- Gli sbullonati: testa dura senza paura
- Go! Go! Tank
- Goal
- Godzilla
- Golf
- Gradius: Interstellar Assault
- Great Greed
- Gremlins II

## H
- HAL Wrestling
- Hammerin' Harry
- Harvest Moon GB
- Hatris
- Head On
- Heavyweight Championship Boxing
- Heinkyo Alien
- High Stakes Gambling
- HittheIce
- Home Alone
- Home Alone II
- Hong Kong
- Hook
- Hudson's Adventure Island
- Hudson's Adventure Island 2
- Hudson Hawk
- Humans
- Hyper Black Bass
- Hyper Dunk
- Hyper Lode Runner

## I
- In Your Face
- Indiana Jones and the Last Crusade
- Infogenius Frommer's Travel
- Infogenius Personal Organizer
- Infogenius Spell Checker
- Infogenius Translator (French)
- Infogenius Translator (Spanish)
- International Superstar Soccer
- Irem Fighter
- Iron Leaguer
- IronMan/Manowar
- Ishido
- Itchy and Scratchy Minigolf

## J
- J League Soccer
- Jack Nicklaus Golf
- James Bond Jr
- James Bond 007
- James Pond II
- Jeep Jamboree
- Jelly Boy
- Jeopardy
- Jeopardy Platinum Edition
- Jeopardy Sports Edition
- Jeopardy Teen Edition
- Jetsons: Robot Panic
- Jimmy Connors' Tennis
- Joe and Mac
- John Madden Football 95
- John Madden Football 96
- John Madden Football 97
- Jordan vs Bird
- Judge Dredd
- Jungle Strike
- Jurassic Park 2: The Chaos Continues
- Jurassic Park: Lost World

## K
- Ken Griffey Jr. Baseball
- Kick Off
- Kid Dracula
- Kid Icarus: Of Myths and Monsters
- Kid Niki
- Killer Instinct
- King of Dragons
- King of Fighters 95
- King of Fighters 96
- King of the Zoo
- Kingdom Crusade
- Kirby's Block Ball
- Kirby's Dream Land
- Kirby's Dream Land 2
- Kirby's Pinball Land
- Kirby's Star Stacker
- Klax
- Knight's Quest
- Konami Golf
- Konami Sports
- Korodice
- Krusty's Funhouse
- Kung Fu Master
- Kwirk

## L
- Lamborghini American Challenge
- Last Action Hero
- Last Bible
- Lazlo's Leap
- Legend of the Mystical Ninja
- Legend of the River King
- The Legend of Zelda: Link's Awakening
- Lemmings
- Lemmings 2: The Tribes
- Lethal Weapon III
- Lock 'n' Chase
- Looney Tunes
- Loopz
- Lucle
- Lunar Lander

## M
- Magnetic Soccer
- MahJong
- Malibu Beach Volleyball
- Marble Madness
- Mario & Yoshi
- Mario's Picross
- Maru's Mission
- Master Karateka
- Maui Mallard
- Max
- McDonaldland
- McKids
- Mega Man
- Mega Man II
- Mega Man II
- Mega Man III
- Mega Man IV
- Mega Man V
- Mercenary Force
- Metaljack
- Metal Masters
- Metroid II: Return of Samus
- Mickey's Dangerous Chase
- Mickey Mouse Magic Wands
- Mickey's Ultimate Challenge
- Micro Machines
- Micro Machines II
- Mighty Morphin Power Rangers: The Movie
- Milon's Secret Castle
- Miner 2049er
- Minesweeper
- MiniputtGolf
- Missile Command/Asteroids
- Mole Mania
- Monopoly
- Monster Max
- Monster Maker J
- Monster Truck
- Mortal Kombat
- Mortal Kombat II
- Mortal Kombat 3
- Motocross Maniacs
- Mouse Trap Hotel
- Mr. Chin's Gourmet Paradise
- Mr. Do!
- Mr. Nutz
- Ms. Pac Man
- Muhammad Ali Boxing
- Mysterium
- Mystical Ninja Starring Goemon

## N
- Nail 'n' Scale
- NavySEALS
- NBA All-Star Challenge
- NBA All-Star Challenge II
- NBA Jam
- NBA Jam Tournament Edition
- NBA Live 96
- Nebulus
- Nemesis
- Nemesis II
- New Chessmaster
- NFL Football
- NFL Quarterback Club
- NFL Quarterback Club II
- NFL Quarterback Club 96
- NHL Hockey 95
- NHL Hockey 96
- Nigel Mansell Racing
- Ninja Boy
- Ninja Boy II
- Ninja Taro
- Nintendo World Cup
- Nobunaga's Ambition

## O
- Olympic Summer Games
- On the Tiles
- Operation C
- Othello
- Outburst
- Out of Gas

## P
- Pac Attack
- Pacin Time
- Pac Man
- Palamedes
- Panel Action Bingo
- Pang!
- Paperboy
- Paperboy II
- Parodius Da!
- PGA Golf
- PGA Golf 96
- Penguin Land
- Penguin Wars
- Pinball
- Pinball Deluxe
- Pinball Dreams
- Pinball Fantasies
- Pinobee
- Pipe Mania
- Pit Fighter
- Play Action Football
- Pocket Bomberman
- Pocket Monsters: Green (solo in Giappone)
- Pokémon Blu
- Pokémon Rosso
- Pokémon Yellow
- Popeye II
- Populous
- Pop Up
- Power Mission
- Power Paws
- Power Racer
- Prehistorik Man
- Primal Rage
- Prince of Persia
- Prophecy: Viking Child
- Pro Soccer
- Pro Wrestling
- Punisher
- Puzzle Bobble
- Puzzle Road
- Puzznic
- Pyramids of Ra

## Q
- QBillion
- Q*Bert
- Qix
- Quarth

## R
- R-Type
- R-Type II
- Race Days
- Race Drivin'
- Radar Mission
- Raging Fighter
- Rampart
- Ranma 1/2
- Ranma 1/2 Part II
- Ranma 1/2 Kakugeki
- Ren and Stimpy: Space Cadets
- Ren and Stimpy: Veediots
- Rescue of Princess Blobette
- Revenge of theGator
- Riddick Bowe Boxing
- Ring Rage
- Road Rash
- Robin Hood: Prince of Thieves
- Robocod
- RoboCop
- RoboCop 2
- Robocop vs Terminator
- Rocky and Bullwinkle
- Rodland
- Roger Clemens MVP Baseball
- Rolan's Curse
- Rolan's Curse II

## S
- SaGa
- SaGa II
- SaGa III
- Sailor Moon GB
- Samurai Shodown
- Scotland Yard
- Seaquest: DSV
- Seiken Densetsu
- Sensible Soccer
- Serpent
- Shadowgate Classic
- Shadow Warriors
- Shanghai
- ShaqFu
- SidePocket
- The Simpsons: Bart & the Beanstalk
- The Simpsons: Bart vs Juggernauts
- The Simpsons: Escape from Camp Deadly
- Skate or Die: Bad 'n' Rad
- Skate or Die: Tourde Thrash
- Small Soldiers
- Small World
- Smurfs
- Snakes
- Sneaky Snakes
- Snoopy's Magic Show
- Snow Bros Jr
- Soccer
- Soccer Boy
- Soccer Mania
- Solar Striker
- Solitaire Funpak
- Solomon's Club
- Space Invaders 94
- Space Invaders
- Spanky's Quest
- Speedball II
- Speedy Gonzales
- Spider-Man and X-Men
- Splitz
- Spot: Cool Adventure
- Spud's Adventure
- Spy vs. Spy
- Square Deal
- Stargate
- StarHawk
- Star Trek
- Star Trek: Generations
- Star Trek TNG
- Star Wars
- Star Wars: The Empire Strikes Back
- Star Wars: Return of the Jedi
- Stargate
- Stop That Roach
- Street Fighter II
- Street Racer
- Sumo Fighter
- Superman
- Super Battletank
- Super Bikkuri Man
- Super Chinese World
- Super Deformed Gundam
- Super Deformed Lupin III
- Super Hunchback
- Super Kick Off
- Super Mario Land
- Super Mario Land 2: 6 Golden Coins
- Super Off Road
- Super R.C. Pro-Am
- Super Scrabble
- Swamp Thing
- Sword of Hope
- Sword of Hope II
- Tail Gator
- Tale Spin
- Tama and Friends
- Tamagotchi
- Tarzan
- Tazmania Story
- TazMania
- Taz-Mania II
- Tecmo Bowl
- Teenage Mutant Ninja Turtles
- Teenage Mutant Ninja Turtles II
- Teenage Mutant Ninja Turtles III
- Tengoku Trappers
- Tennis
- Terminator II: Arcade Game
- Terminator II: Judgment Day
- Tesserae
- Tetris
- Tetris 2
- Tetris Attack
- Tetris Blast
- Tetris Bombliss
- Tetris Plus
- The Hunt for Red October
- The Incredible Crash Dummies
- The Lawnmower Man
- The Pagemaster
- The Real Ghostbusters
- Tiny Toon Adventures: Babs' Big Break
- Tiny Toon Adventures 2: Montana's Movie Madness
- Tiny Toon Adventures: Wacky Sports Challenge
- Tip Off
- Titus the Fox
- Tom & Jerry - The World's Wildest Game of Cat and Mouse!
- Top Gun:Guts and Glory
- Top Ranking Tennis
- Torpedo Range
- Total Carnage
- Toxic Crusaders
- Toy Story
- Track & Field
- Track Meet
- Trax
- True Lies
- Tumble Pop
- Turn and Burn
- Turok: Battle of the Bionosaurs
- Turrican
- Twinbee Da!

## U
- Ultima: Runes of Virtue
- Ultima: Runes of Virtue II
- Ultra Golf
- Ultraman
- Undercover Cops
- Universal Soldier
- Urban Strike
- Urusei Yatsura

## V
- Vegas Stakes
- Velious II
- Virtual War
- Volley Fire

## W
- Wario Blast
- Wario Land: Super Mario Land 3
- Wario Land II
- Waterworld
- Wave Race
- Wayne's World
- WCW Main Event
- We're Back!
- Wheel of Fortune
- Who Framed Roger Rabbit?
- WildSnakes
- Winter Olympics
- Wizards and Warriors X
- Wizardry: Proving Grounds of the Mad Overlord
- Word Zap
- Wordtris
- Workboy Suite
- World Bowling
- World Circuit Series
- World Cup98
- World CupUSA94
- World CupStriker
- World Heroes II Jet
- WWF King of the Ring
- WWF Raw
- WWF Superstars
- WWF Superstars 2

## X
- Xenon II

## Y
- Yakuman
- Yogi Bear
- Yoshi's Cookie

## Z
- Zen Intergalactic Ninja
- Zoids
- Zool
- Zoop